# Вавилон (Алейський район)
Вавило́н (рос. Вавилон) — село у складі Алейського району Алтайського краю, Росія. Адміністративний центр Фрунзенської сільської ради.

## Населення
Населення — 604 особи (2010; 710 у 2002).
Національний склад (станом на 2002 рік):
- росіяни — 96 %